# Neotabuda spinicornis
Neotabuda spinicornis är en tvåvingeart som först beskrevs av Seguy 1953.  Neotabuda spinicornis ingår i släktet Neotabuda och familjen stilettflugor.
Artens utbredningsområde är Mauretanien. Inga underarter finns listade i Catalogue of Life.